# كوجي ناكاأو
كوجي ناكاأو (باليابانية: 中尾 康二) (8 سبتمبر 1981 في كاغوشيما في اليابان – )؛ هو لاعب كرة قدم ياباني سابق كان يلعب كلاعب وسط.

## وصلات خارجية
- كوجي ناكاأو على موقع رابطة كرة القدم اليابانية للمحترفين (اليابانية)
- كوجي ناكاأو على موقع عالم كرة القدم.نت (الإنجليزية)